# Infal
Infal (em hindi:  इम्फ़ाल) é a capital do estado de Manipur, na Índia. Fica a 50 km em linha reta da fronteira Índia-Mianmar, e a norte de uma planície entre os Naga Hills e os Mezo Hills, a sul da qual se situa o Parque Nacional de Keibul Lamjao, célebre por ser o local de habitat de cervos que estão perto da extinção.
Na Segunda Guerra Mundial ocorreu, entre março e julho de 1944, a Batalha de Infal.